# Ottenschlag (Dolna Austria)
Ottenschlag – gmina targowa w Austrii, w kraju związkowym Dolna Austria, w powiecie Zwettl. Według Austriackiego Urzędu Statystycznego liczyła 994 mieszkańców (1 stycznia 2014).